# Dove vola l'avvoltoio?
Dove vola l'avvoltoio? è un brano musicale scritto da Italo Calvino per il testo e da Sergio Liberovici per la musica, e inciso nel 1958 da Pietro Buttarelli nell'EP Cantacronache 1.

## Descrizione
Il testo del brano è una denuncia contro la guerra, rappresentata da un avvoltoio che viene scacciato nelle varie strofe dal fiume, dal bosco, dall'eco, dai tedeschi, dalla madre e dall'uranio.
Una quartina del brano è stata ripresa nel 1963 da Fabrizio De André nella sua canzone La guerra di Piero:
(Italo Calvino, Dove vola l'avvoltoio, 1958)
(Fabrizio De André, La guerra di Piero, 1964)

## Cover
Nel 2005 Maria Rosaria Omaggio e Grazia Di Michele l'hanno interpretata nel loro album Chiamalavita.